# Samuel Lee (theoloog)
Samuel Lee (1970) is een Nederlandse christelijke theoloog en voorganger met een migratieachtergrond. Hij richtte een grote migrantenkerk op in Amsterdam-Zuidoost. In 2019 werd Lee uitgeroepen tot Theoloog des vaderlands.

## Levensloop
Samuel Lee werd onder een andere naam geboren in een welvarende, seculiere familie uit het Midden-Oosten. Op veertienjarige leeftijd kwam hij naar Nederland. Hij studeerde vervolgens ontwikkelingssociologie aan de Universiteit van Leiden. In 1997 behaalde hij een Master of Arts. De studie sloot aan bij zijn eigen linkse, marxistische achtergrond. Tijdens de studie leerde hij zijn partner kennen, een Zuid-Koreaanse vrouw met een christelijke achtergrond. Tijdens hun huwelijksreis naar Spanje ervoer Lee dat hij door Jezus werd geroepen. Lee werd christen, nam de bijbelse naam Samuel aan en de achternaam van zijn vrouw.
Lee begon rond 1995 zijn eigen kerk in de Bijlmermeer in Amsterdam, de Jesus Christ Foundation Church. Hij nam als voorganger een centrale plek in in de pinksterkerk die geschoold was op Amerikaanse leest. Oorspronkelijk lag in zijn preken een sterke nadruk op klassieke "pinksterthema's" als gebedsgenezing, demonie en de Heilige Geest, maar na verloop van tijd begon Lee daar afstand van te nemen. Zijn preken werden praktischer en de nadruk kwam meer te liggen op sociale gerechtigheid en het zelf nemen van verantwoordelijkheid.
Lee promoveerde in 2013 aan de Vrije Universiteit in Amsterdam op een onderzoek naar het christendom in Japan. In 2017 werd hij benoemd tot hoofd van het Center for Theology of Migration aan diezelfde universiteit. In 2019 werd hij uitgeroepen tot Theoloog des vaderlands, een titel die elk jaar door een jury wordt toegekend aan een academisch geschoold theoloog. In oktober 2020, zijn laatste maand in die rol, deed hij een oproep aan kerken om lhbt'ers niet de deur te wijzen. In september 2020 werd Lee benoemd tot ridder in de Orde van Oranje-Nassau. In 2021 ontving hij de de Spaanprijs vanwege zijn publicitaire inzet voor christenen met een migratie-achtergrond. 
- Library of Congress Control Number: n2001090253
- Nationale Bibliotheek van Israël: 987007462159605171
- Virtual International Authority File: 31346706